# 納吉爾涅 (克拉斯尼奧克尼區)
47°34′32″N 29°35′25″E / 47.57556°N 29.59028°E
納希爾內（烏克蘭語：Нагірне）是位於烏克蘭西南部的村莊，由敖德萨州波季利斯克区的奧克尼市鎮負責管轄。該村始建於1928年，面積0.54平方公里，海拔高度226米，2001年人口165，人口密度每平方公里305.56人。